# Bereitet die Wege, bereitet die Bahn!, BWV 132
Bereitet die Wege, bereitet die Bahn!, BWV 132 (Prepareu el camí, prepareu la calçada!), és una cantata religiosa de Johann Sebastian Bach per al quart diumenge d'Advent, estrenada a Weimar, el 22 de desembre de 1715.

## Origen i context
El llibret és de Salomo Franck, a la partitura hi falta el coral final, possiblement perquè es copià en un full a part que es perdé, fet que comportaria una cantata sense participació del cor; però el mateix text de Franck proposa la cinquena estrofa de l'himne Herr Christ, der einig Gotes Sohn d'Elisabeth Kreuziger (1524), que el mateix Bach emprà com a coral final de la cantata BWV 164 i que acostuma a cloure l'obra. El text està molt relacionat amb l'evangeli del dia, Joan (1, 19-28), que narra el testimoni que Joan Baptista va donar als sacerdots i levites de Jerusalem, quan li preguntaren Qui ets tu? i contestà amb les paraules del profeta Isaïes (40, 3): Soc la veu d'un que crida en el desert: Adreceu el camí del Senyor, paraules amb què comença la cantata. És l'única cantat conservada per a aquest diumenge, cal recordar que a Leipzig no era permesa la música figurada durant el període d'Advent i de Quaresma.

## Anàlisi
Obra escrita per a soprano, contralt, tenor, baix i cor; oboè, corda i baix continu amb fagot. Consta de sis números.
1. Ària (soprano): Bereitet die Wege, bereitet die Bahn! (Prepareu el camí, prepareu la calçada!)
2. Recitatiu (tenor): Willst du dich Gottes Kind und Christi Bruder nennen (Si vols ser anomenat Fill de Déu i Germà de Crist)
3. Ària (baix): Wer bist du? Frage dein Gewissen (Qui ets tu? Pregunta la consciència)
4. Recitatiu (contralt): Ich will, mein Gott, dir frei heraus bekennen (Desitjo, Déu meu, reconèixer-te lliurement)
5. Ària (contralt): Christi Glieder, ach bedenket (Fidels de Crist, Ah! Penseu)
6. Coral: Ertöt uns durch deine Güte (Fes-nos morir per la teva bondat)

L'obra no comença amb un cor com és habitual, sinó que ho fa amb una ària de soprano acompanyada de la corda i de l'oboè que hi té un paper destacat. És un moviment a ritme de siciliana que proclama la pròxima arribada del Messies, on hi sobresurten una vocalització molt llarga sobre Bahn (camí) i les explosions d'alegria sobre Messias komnt an! (el Messies ja ve!). El recitatiu de tenor, número 2, és característic de l'època de Weimar, amb un estil arioso i jugant, sovint, amb imitacions entre la veu i el continu. L'ària de baix, número 3, acompanyat per un violoncel, combinació que Bach no empra pràcticament en cap altra cantata, fa la pregunta Qui ets tu?, presentada com a pregunta de Jesús als creients Un recitatiu de contralt, molt ajustat al text, porta a l'ària següent, també de contralt, breu però plena de virtuosismes, tant de la veu com del violí que l'acompanya. Com s'ha indicat, la cantata s'acostuma a cloure amb el text d'Elisabeth Kreuger, i té una durada aproximada d'uns vint minuts.

## Discografia seleccionada
- J.S. Bach: Das Kantatenwerk. Sacred Cantatas Vol. 7. Gustav Leonhardt, Knabenchor Hannover (Heinz Hennig, director), Collegium Vocale Gent (Philippe Herreweghe, director), Leonhardt-Consort, Sebastian Hennig (solista del cor), René Jacobs, Marius van Altena, Max van Egmond. (Teldec), 1994.
- J.S. Bach: The complete live recordings from the Bach Cantata Pilgrimage. CD 53: Michaeliskirche, Lüneburg; 10 de desembre de 2000. John Eliot Gardiner, Monteverdi Choir, English Baroque Soloists, Joanne Lunn, William Towers, Kobie van Rensburg, Peter Harvey. (Soli Deo Gloria), 2013.
- J.S. Bach: Complete Cantatas Vol. 2. Ton Koopman, Amsterdam Baroque Orchestra & Choir, Barbara Schlick, Kai Wessel, Christoph Prégardien, Klaus Mertens. (Challenge Classics), 2004.
- J.S. Bach: Cantatas Vol. 7. Masaaki Suzuki, Bach Collegium Japan, Ingrid Schmithüsen, Yoshikzu Mera, Makoto Sakuarada, Peter Kooij. (BIS), 1998.
- J.S. Bach: Church Cantatas Vol. 41. Helmuth Rilling, Gächinger Kantorei, Bach-Collegium Stuttgart, Arleen Augér, Helen Watts, Kurt Equiluz, Wolfgang Schöne. (Hänssler), 1999.
- J.S. Bach: Cantatas for the Liturgical Year Vol. 9. Sigiswald Kuijken, La Petite Bande, Gerlinde Sämann, Petra Noskaiova, Christoph Chance, Jan van der Crabben. (Accent Records), 2008.